# Rockville (Indiana)
Rockville es un pueblo ubicado en el condado de Parke en el estado estadounidense de Indiana. En el Censo de 2010 tenía una población de 2607 habitantes y una densidad poblacional de 674,64 personas por km².

## Geografía
Rockville se encuentra ubicado en las coordenadas 39°45′59″N 87°13′46″O / 39.76639, -87.22944. Según la Oficina del Censo de los Estados Unidos, Rockville tiene una superficie total de 3.86 km², de la cual 3.86 km² corresponden a tierra firme y (0%) 0 km² es agua.

## Demografía
Según el censo de 2010, había 2607 personas residiendo en Rockville. La densidad de población era de 674,64 hab./km². De los 2607 habitantes, Rockville estaba compuesto por el 98.66% blancos, el 0.08% eran afroamericanos, el 0.5% eran amerindios, el 0.15% eran asiáticos, el 0% eran isleños del Pacífico, el 0.12% eran de otras razas y el 0.5% pertenecían a dos o más razas. Del total de la población el 0.73% eran hispanos o latinos de cualquier raza.